# Галтер, Луис Карлос
Луис Карлос Галтер (порт. Luís Carlos Gálter; 17 октября 1947, Сан-Паулу — 7 марта 2025, Сан-Паулу) — бразильский футболист, защитник. 

## Карьера
Луис Карлос начал свою карьеру в молодёжном составе клуба «Коринтианс». В 1967 году он дебютировал в основной команде и защищал её цвета до 1974 года. За «Коринтианс» Галтер провел 333 матча и не забил ни одного мяча.
В 1974 году Луис Карлос перешёл во «Фламенго», проведя за команду 118 игр за 2 сезона. С «Фла» Галтер победил в чемпионате Рио.
Через год Луис Карлос выступал за клуб «Операрио» из Кампу-Гранди, которому помог выиграть чемпионат штата Мату-Гросу-ду-Сул, а завершил карьеру Галтер в том же году в «Коритибе», с которой стал чемпионом штата Парана.
За сборную Бразилии Луис Карлос провёл 1 матч, 24 июля 1971 года против команды Парагвая, в которой Бразилия одержала победу 1:0.
Галтер умер 7 марта 2025 года в Сан-Паулу в возрасте 77 лет.

## Награды
- Чемпион штата Рио-де-Жанейро: 1974
- Чемпион штата Мату-Гросу-ду-Сул: 1976
- Чемпион штата Парана: 1976